# BINC-200
A BINC-200 é uma bomba aérea incendiária desenvolvida no Brasil. Utiliza como composição incendiária o Napalm A (não estocável) ou B (estocável). Seu objetivo principal é ser empregada contra alvos incendiáveis como depósitos de combustíveis e munições, pátios de estacionamento de aeronaves e refinarias.
Deve ser empregada por aeronaves de alto desempenho, de modo que esta possa evadir-se antes de uma possível explosão.

## Dados da BINC-200
- Comprimento(m): 2,312
- Diâmetro(m): 0,400
- Massa total(kg): 209